# Onze-Lieve-Vrouwkapel (Lennik)

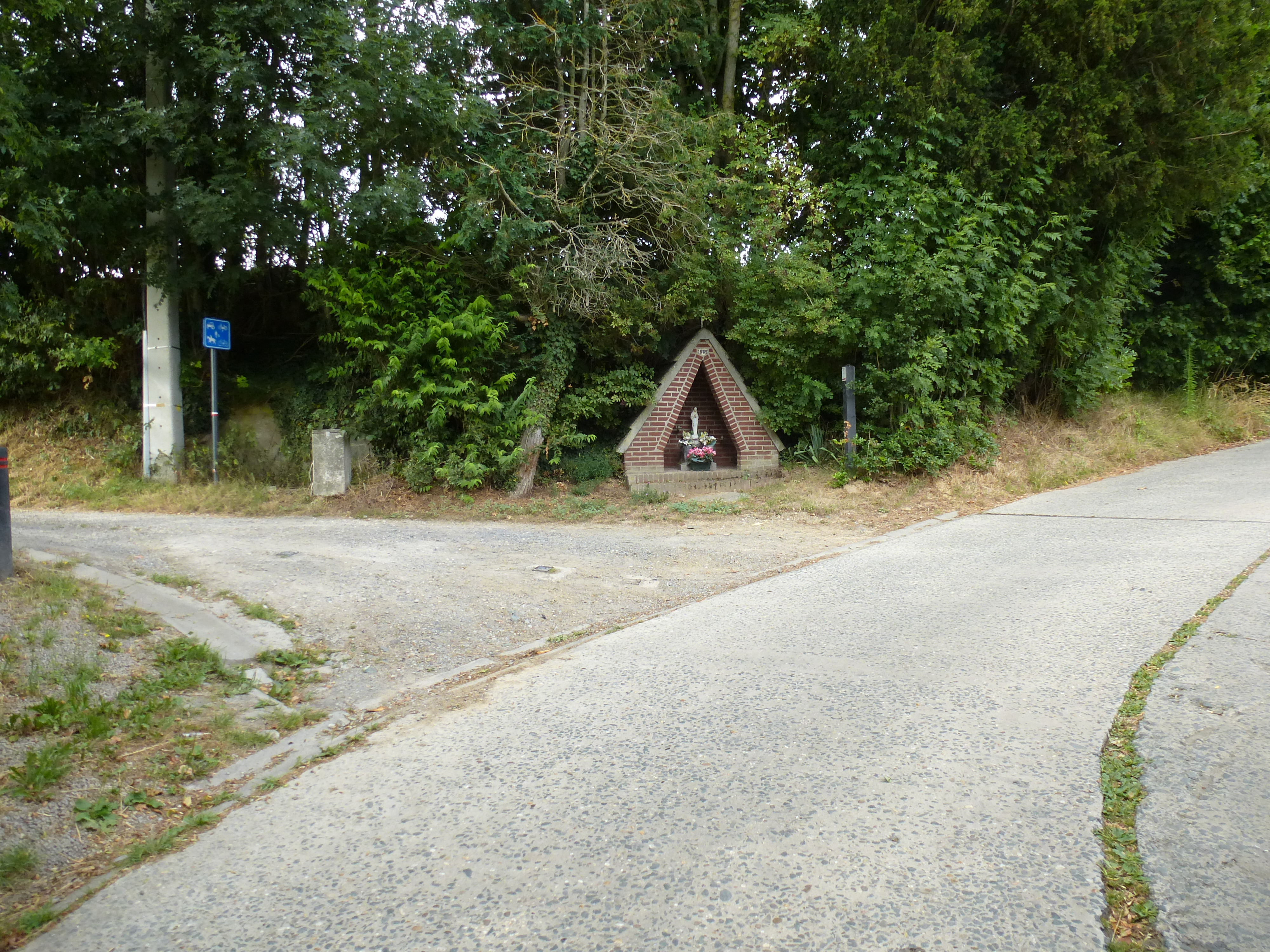
De Onze-Lieve-Vrouwkapel in de bocht ter hoogte van de Hondenstraat en Busingenstraat.

De Onze-Lieve-Vrouwkapel is een kapel gelegen in Sint-Kwintens-Lennik, een deelgemeente van Lennik in de Belgische provincie Vlaams-Brabant. De kapel bevindt zich in een bocht ter hoogte van de Hondenstraat en Busingenstraat.

## Historiek
De kapel werd door deken Engelen ingewijd op 2 mei 1969.

## Architectuur
De mantelkapel, een driehoekige kapel waarvan het dak tot de grond reikt, is opgetrokken in sierbakstenen waarvan het opgaand metselwerk een halfsteensverband heeft. De kapel is afgedekt met blauwe cementen pannen en op de nok prijkt een Latijns koperen kruis. In de punt zit een witte gevelsteen verwerkt in de vorm van een omgekeerde trapezium waarop het jaartal ‘1969’ staat. De nis is opgetrokken in de vorm van een ongelijkzijdige driehoek en afgeboord door halve bakstenen. In de nis is een rots van witte zandsteen aanwezig waarop oorspronkelijk een Mariabeeld met kind stond. Vandaag prijkt er een beeld van de Onze-Lieve-Vrouw van Banneux. Voor de rots staan bloempotten. De kapel is verhoogd met een trede. Voor de trede ligt een blauwe steen waarop vroeger bloemen werden geplaatst. Rond de kapel staan enkele cipressen en struiken.

## Socio-cultureel
Vroeger werd tijdens de meimaand op vrijdagavond, voor de kapel, het rozenhoedje gebeden.